# Medaile Jana Amose Komenského
Medailí Jana Amose Komenského byla vydána celá řada:

## 1953
- Medaile J. A. Komenského pro odměňování učitelů byla zřízena už vládním nařízením č. 73/1953 Sb.[1]

## 1992

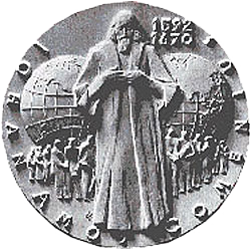
IOAN AMOS COMENIUS 1592 1670

V roce 400. výročí narození byla vydáno několik pamětních medailí Jana Amose Komenského:
- Ministerstvo školství, mládeže a tělovýchovy společně s UNESCO: 500 ks medailí[2]
- Jednota bratrská: 1000 ks medailí
- Muzeum Jana Amose Komenského v Uherském Brodě
- Pedagogické muzeum Jana Amose Komenského

### Laureáti
- Václav Havel
- Jiří Grygar
- Ladislav Hejdánek
- Jan Heller

Pozn.: Ladislav Hejdánek a Jan Heller získali Medaili J. A. Komenského jako ocenění od děkana Evangelické teologické fakulty Univerzity Karlovy.

## Další
Medaile J. A. Komenského je také Cenou města Přerova.